# Hammarsebo brandfält
Hammarsebo brandfält este o arie protejată (arie specială de conservare — SAC, sit de importanță comunitară — SCI) din Suedia întinsă pe o suprafață de 65,7 ha, integral pe uscat.

## Localizare
Centrul sitului Hammarsebo brandfält este situat la coordonatele 57°14′05″N 16°10′17″E / 57.2346°N 16.1715°E.

## Înființare
Situl Hammarsebo brandfält a fost declarat sit de importanță comunitară în ianuarie 2002 pentru a proteja un număr necunoscut de specii din flora spontană și fauna sălbatică aflate în arealul zonei. Situl a fost protejat și ca arie specială de conservare în martie 2011.

## Biodiversitate
Situată în ecoregiunea boreală, aria protejată conține 3 habitate naturale: Mlaștini împădurite, Mlaștini turboase de tranziție și turbării mișcătoare, Taiga vestică.
La baza desemnării sitului se află un număr nedeclarat de specii protejate.